# Diversinervus smithi
Diversinervus smithi är en stekelart som beskrevs av Compere 1940. Diversinervus smithi ingår i släktet Diversinervus och familjen sköldlussteklar. Inga underarter finns listade i Catalogue of Life.